# カール・タロウ・グリーンフェルド

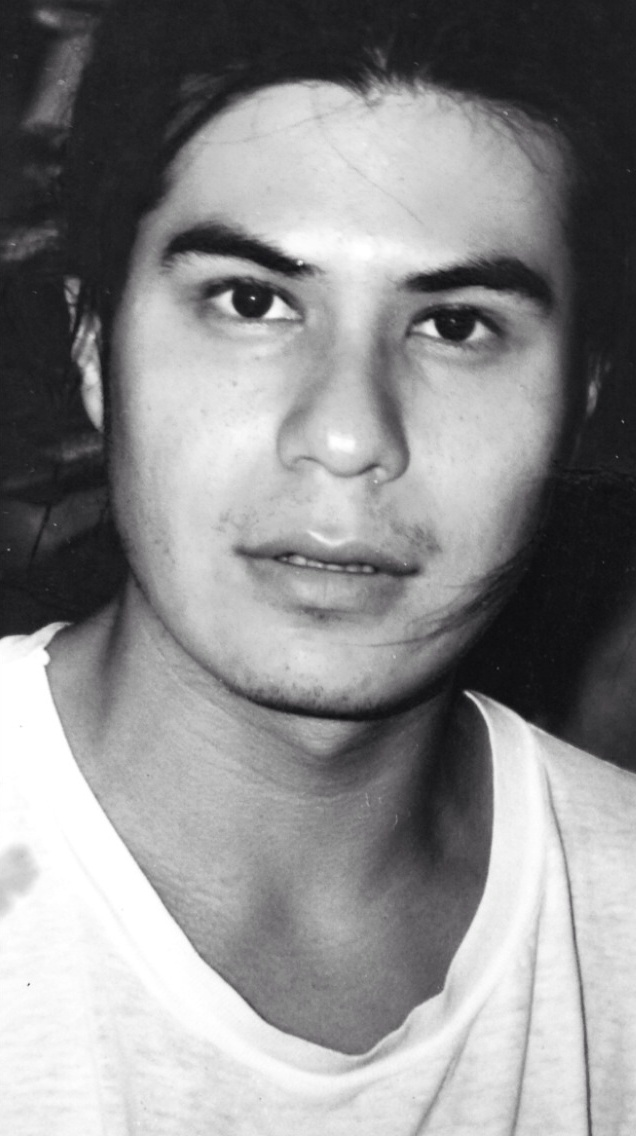
カール・タロウ・グリーンフェルド

カール・タロウ・グリーンフェルド（Karl Taro Greenfeld, 1964年 - ）は、アメリカのジャーナリスト。スポーツ・イラストレイテッド誌の編集者。現代のアジアにおける生活を綴った記事で知られる。

## 経歴
1964年に神戸で生まれる。東欧ユダヤ系の血を引く父ジョシュ・グリーンフェルドと日本人の母米谷ふみ子は共に作家。パリ、ニューヨーク、香港、東京で生活した後、1987年にサラ・ローレンス大学を卒業。現在はカリフォルニア州に妻と2人の娘と共に住んでいる。
『GQ』や『ヴォーグ』といった雑誌の常連執筆者。『Tokyo Journal』の編集幹事を経て、2002年から2004年まで『Time Asia』の編集者を務める。アジアに関して『Standard Deviations: Growing Up and Coming Down in the New Asia』『Speed Tribes: Days and Nights With Japan's Next Generation』の2冊の旅行記を書いた。近著は、SARSウイルスの蔓延を扱った『China Syndrome: The True Story of the 21st Century's First Great Epidemic』である。
弟のノアはジョシュ・グリーンフェルドの『ノア』三部作（『わが子ノア　自閉症児を育てた父の手記』『ノアの場所　自閉症児に安住の地はあるか』『依頼人ノア　思春期を迎えた自閉症児』）の主人公となった。これらの本には、カール・タロウの少年時代も間接的に描き込まれている。
2009年3月に自閉症の弟をもつ兄として育った自らの体験と、大人の自閉症患者の実態を綴った『Boy Alone: A Brother's Memoir』を出版している。

## 著作
- "China Syndrome: The True Story of the 21st Century's First Great Epidemic"
  - 『史上最悪のウイルス　そいつは、中国奥地から世界に広がる　上』（山田耕介 訳 / 文藝春秋 / 2007年1月 / ISBN 978-4-16-368790-2）
  - 『史上最悪のウイルス　そいつは、中国奥地から世界に広がる　下』（山田耕介 訳 / 文藝春秋 / 2007年1月 / ISBN 978-4-16-368800-8）
- "Speed Tribes" (Speed Tribes)1995
- "Standard Deviations"
- "Boy Alone: A Brother's Memoir" 2009
- "Triburbia: A Novel" 2012